# Heinz Wismann (Ministerialbeamter)
Heinrich (Heinz) Wismann (* 16. September 1897 in Münster; † 29. Mai 1947 bei Kuibyschew) war ein deutscher Germanist und als Ministerialrat Leiter der Abteilung Schrifttum im Reichsministerium für Volksaufklärung und Propaganda.

## Leben
Der Sohn des Eisenbahn-Oberinspektors Heinrich Wismann besuchte das Humanistische Gymnasium in Berlin und Münster. Ab September 1914 nahm er als Kriegsfreiwilliger am Ersten Weltkrieg teil, unter anderem an der Winterschlacht in der Champagne (1914/15) und dem Vormarsch in Serbien (Herbst 1915). 1915 wurde er zum Leutnant befördert. Ihm wurde das Eiserne Kreuz II. Klasse und das Verwundetenabzeichen verliehen.
Von 1920 bis 1925 war er als Kaufmann tätig. Von 1925 bis 1929 studierte er an den Universitäten Berlin und Heidelberg Philosophie, Kunstgeschichte, Geschichte und Archäologie. Anschließend war er in Zeitungsverlagen tätig. Am 16. Februar 1933 wurde er in Heidelberg zum Dr. phil. promoviert.
Zu Beginn der Zeit des Nationalsozialismus wurde Wismann, seit 1932 NSDAP-Mitglied, im April 1933 ins Reichsministerium für Volksaufklärung und Propaganda berufen und leitete dort das Referat Schrifttum (seit Oktober 1934 Abteilung Schrifttum). Im Juli 1935 wurde er zum Ministerialrat befördert. Zugleich war er Vizepräsident der zunächst von Hans Friedrich Blunck und seit 1935 von Hanns Johst geleiteten Reichsschrifttumskammer (RSK) und als solcher auch in der Leitung der beim Propagandaministerium angesiedelten Reichsstelle zur Förderung deutschen Schrifttums vertreten. Die Leitung der Reichsstelle musste Wismann im März 1934 nach internen Machtkämpfen zwischen Goebbels und Rosenberg wieder abgeben. Die anderen Posten verlor er Ende Oktober 1937, weil er seine frühere Ehe mit einer „Halbjüdin“ verschwiegen hatte; sein Nachfolger wurde Karl Heinz Hederich.
In der nationalsozialistischen Kampagne der „Arisierung“ des Springer-Verlages hat sich Heinz Wismann offenbar zurückgehalten.
Während des Zweiten Weltkrieges leistete er Kriegsdienst bei der Wehrmacht. Nach Kriegsende befand er sich in sowjetischer Kriegsgefangenschaft in Kasachstan, wo er Ende Mai 1947 starb.
Seit 1934 war Wismann in zweiter Ehe mit Gertrud Hüssener verheiratet; der Altphilologe Heinz Wismann ist sein Sohn.

## Schriften
- Heinrich Wismann: Grab und Grabmal Karls des Großen. Ludwigshafen a. Rh. 1933. (Heidelberg, Phil. Diss.)